# Brachymenium morasicum
Brachymenium morasicum är en bladmossart som beskrevs av Bescherelle 1894. Brachymenium morasicum ingår i släktet Brachymenium och familjen Bryaceae. Inga underarter finns listade i Catalogue of Life.